# Claudio Pizarro
Claudio Miguel Pizarro Bosio (Callao, 3 ottobre 1978) è un ex calciatore peruviano, di ruolo attaccante.
Considerato uno dei migliori calciatori peruviani di sempre, nonché tra i più rappresentativi del suo paese in Europa, rientra tra gli attaccanti più prolifici del XXI secolo. È soprannominato El Bombardero de Los Andes
A livello individuale, Pizarro ha vinto il premio come Miglior calciatore sudamericano in Europa nel 2005, ha vinto il titolo di capocannoniere della UEFA Europa League 2009-2010 e capocannoniere della Coppa di Germania in due edizioni: nel 2005 e 2006. È il secondo miglior realizzatore straniero di tutti i tempi nella Bundesliga (con 197 reti), alle spalle del solo Robert Lewandowski, ed il quarto miglior marcatore nella storia della nazionale peruviana.
Pizarro inizia la carriera professionistica in patria nel 1996, con il Deportivo Pesquero, mentre due anni dopo passa all'Alianza Lima. Dal 1999 al 2001 gioca con il Werder Brema, in Germania, mentre in seguito militerà per sei stagioni con il Bayern Monaco sino al 2007. Si trasferisce poi in Inghilterra, al Chelsea, per il quale gioca per una sola stagione. Fa ritorno poi a Brema, dove rimane sino al 2012. Ritorna quindi per tre stagioni al Bayern, per poi tornare a vestire la maglia del Werder Brema per la terza volta dalla stagione 2015-2016 e, dopo una parentesi al Colonia nella stagione 2017-2018, torna per la quarta volta al Werder Brema, chiudendo qui la carriera al termine della stagione 2019-2020.
Con la nazionale peruviana Pizarro ha disputato 85 partite mettendo a segno 20 gol; ha preso parte a tre edizioni della Coppa America: nel 2004, nel 2007 e nel 2015.

## Biografia

### Vita privata
Ha lontane origini italiane: i bisnonni paterni erano di Brescia e quelli materni di Frattaminore.

### Attività imprenditoriale
Pizarro è proprietario della discoteca Café del Mar, a Miraflores, il quartiere più esclusivo di Lima. A seguito di ripetuti episodi di razzismo – proibizione all'accesso di persone non bianche – nel luglio 2007 la discoteca ha dovuto subire la chiusura forzata per 60 giorni ed una multa di 78.000 dollari.
Soprannominato El Bombardero de Los Andes, era un attaccante che prediligeva il ruolo di prima punta. Rapido, dotato di un ottimo senso del gol e di un'ottima tecnica individuale, quest'ultima è riuscito ad affinarla agli esordi in patria dove nelle giovanili, a Lima, agiva da centrocampista.

## Carriera

### Club

#### Deportivo Pesquero
Pizarro ha iniziato a giocare nell'Academia Deportiva Cantolao a Callao. Ha iniziato la sua carriera professionale con il Deportivo Pesquero, una piccola squadra di provincia, nella città di Chimbote, nel nord del Perù, all'età di diciassette anni. La sua prima partita professionistica è stata nel 1996 contro Alianza Lima. Ha segnato i suoi primi due gol, due settimane dopo contro l'Atlético Torino con la vittoria del Deportivo Pesquero 2-1.

#### Alianza Lima
Pizarro ha segnato 25 gol in due stagioni con l'Alianza Lima, squadra che ha raggiunto il secondo posto nel Torneo Apertura del Perù nel 1999. È quindi stato acquistato dal Werder Brema, club che milita nella Bundesliga tedesca. Nello stesso anno ha guadagnato la sua prima convocazione per la squadra nazionale di calcio del Perù.

#### Werder Brema
In due stagioni con il Werder Brema Pizarro ha segnato 29 gol che lo hanno fatto diventare un giocatore ambito dai principali club europei. Il 7 giugno 2001 ha firmato un contratto con il Bayern Monaco.

#### Bayern Monaco

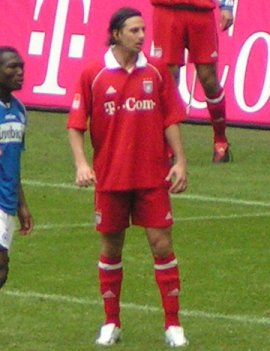
Pizarro nel 2006 durante il suo primo periodo al

Pizarro iniziò bene con il Bayern Monaco segnando il suo primo gol con la squadra bavarese al quarto minuto della partita contro lo Schalke 04, seconda giornata della Bundesliga 2001-02.
Il contratto di Pizarro con i campioni tedeschi scadeva alla fine della stagione 2006-07 e le trattative su un prolungamento non furono fruttuose. Il 20 maggio 2007 il Bayern Monaco annunciò che Pizarro avrebbe lasciato il club.

#### Chelsea

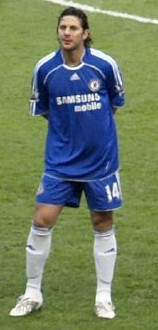
Pizarro durante il periodo al.

Il 1º luglio 2007 Pizarro ha firmato un contratto quadriennale con il Chelsea.. Pizarro, primo peruviano a firmare per il Chelsea, ha rivelato che la sua decisione è stata largamente influenzata dal consiglio del compagno di nazionale Nolberto Solano, che ha giocato in Inghilterra con il Newcastle, Aston Villa e West Ham United.
La sua carriera al Chelsea ha avuto un buon inizio, segnando un gol al suo debutto nel fine settimana di apertura della stagione 2007-08 della Premier League. Tuttavia, dopo la partenza di José Mourinho e l'arrivo dell'attaccante francese Nicolas Anelka, Pizarro si è trovato non più necessario per il nuovo allenatore Avraham Grant. Dopo aver contribuito al passaggio del Chelsea al quarto turno della FA Cup 2008 segnando una rete al QPR, ha poi segnato un altro gol solo in una partita contro il Birmingham City.

#### Ritorno al Werder Brema

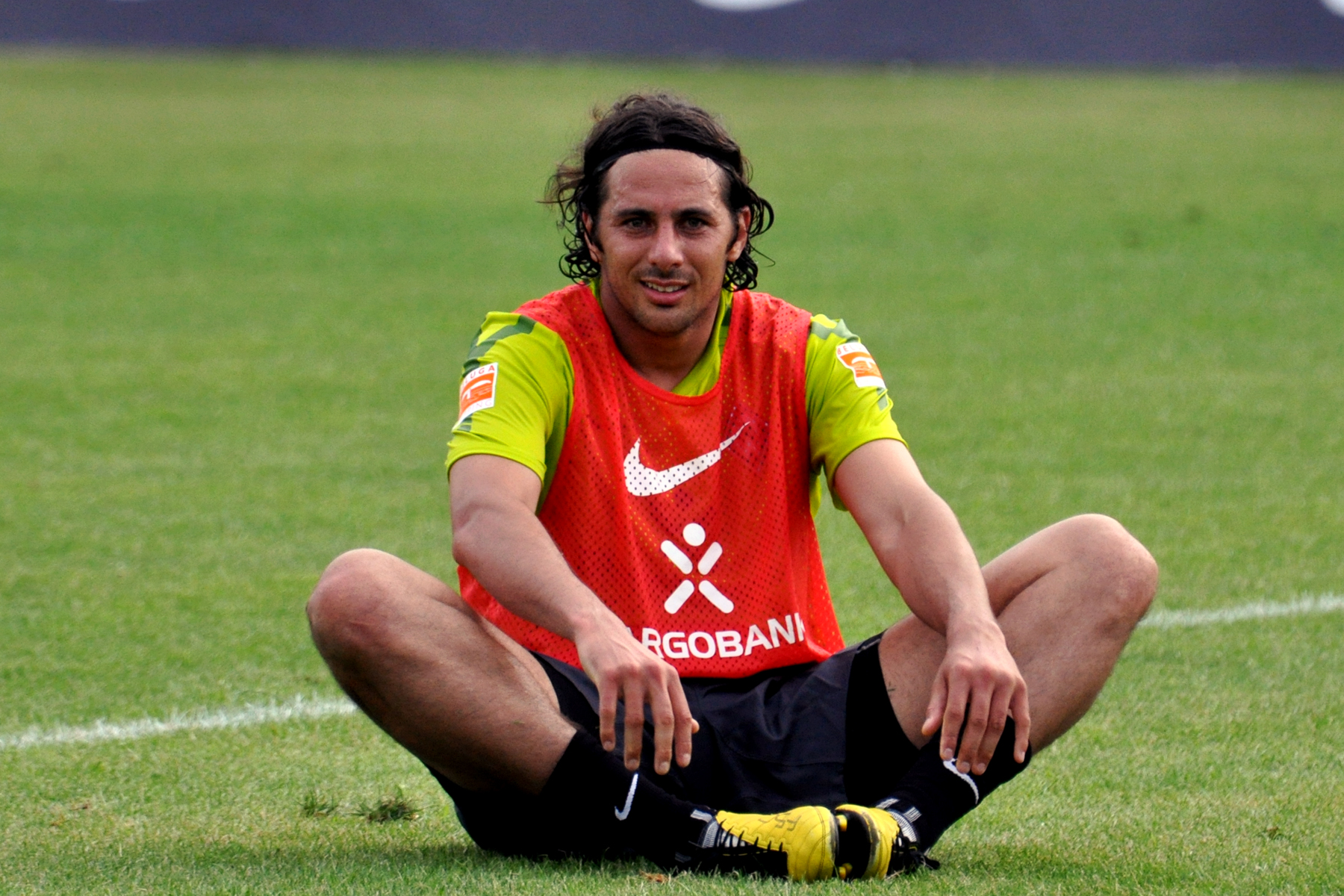
Pizarro in allenamento con il

Nella sessione estiva del calciomercato il 15 agosto 2008 viene ceduto in prestito al Werder Brema, dove ritrova la continuità di impiego e ricomincia a segnare con frequenza. Segna la sua prima tripletta con il Werder nella vittoria per 5-0 contro Eintracht Francoforte il 29 novembre 2008. Nell'agosto 2009 Pizarro è acquistato dal Werder Brema a titolo definitivo. Il 23 ottobre 2010, segnando il suo gol numero 134 in Bundesliga, diventa il miglior marcatore straniero nella storia del campionato tedesco superando Giovane Élber. Il 5 novembre 2011 Pizarro ha messo a segno una tripletta che ha permesso al Werder Brema, che perdeva 2-0 alla fine della prima frazione di gara, di rimontare e vincere 3-2 contro il Colonia. Il 15 maggio 2012 decide di svincolarsi dal Werder Brema.

#### Ritorno al Bayern Monaco

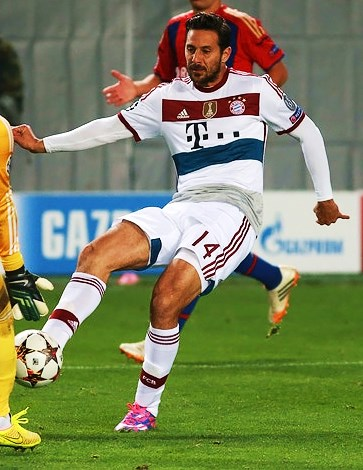
Pizarro al nel 2014.

Il 26 maggio 2012 fa ritorno al Bayern Monaco dopo 5 anni firmando un contratto annuale.. Segna i primi gol della nuova esperienza con la formazione bavarese in DFB-Pokal; successivamente, il 7 novembre, mette a segno una tripletta in Champions League contro i francesi del Lilla.
Il 30 marzo 2013, durante la ventisettesima giornata di campionato, segna ben 4 gol nel 9-2 con cui il Bayern sconfigge l'Amburgo. Il 10 aprile, durante i quarti di finale di Champions League contro la Juventus subentra a Mario Mandžukić e realizza il secondo gol per la squadra tedesca. Dopo aver vinto la sua quarta Bundesliga (il ventitreesimo titolo dei bavaresi) con sei giornate di anticipo rispetto alla fine del campionato., il 25 maggio 2013 vince per la prima volta la Champions League sconfiggendo in finale il Borussia Dortmund.
Il 1º giugno vince anche la sua quinta Coppa di Germania, ottenendo il treble con la compagine bavarese.
La stagione 2013-2014 si apre con la vittoria della Supercoppa UEFA, ottenuta sconfiggendo ai rigori la compagine londinese del Chelsea, dopo che i tempi supplementari si erano conclusi sul 2-2. Nel corso dell'annata la squadra bavarese conquista altri tre titoli, la Coppa del mondo per club, la Bundesliga e la Coppa di Germania.
Il 26 aprile 2015 vince il terzo campionato di fila con il Bayern, il sesto della sua carriera.
Complessivamente con la maglia del Bayern ha collezionato 319 presenze e 126 goal.

#### Terzo ritorno al Werder e Colonia
Il 7 settembre 2015 fa ritorno al Werder Brema per la terza volta. Il 17 maggio 2016, dopo aver segnato 14 reti in campionato ed aver contribuito alla salvezza del club, rinnova fino al 2017.
Il 29 settembre 2017, rimasto svincolato, sigla un accordo annuale con il Colonia.

#### Quarta volta al Werder
Il 29 luglio 2018, Pizarro fa ritorno al club di Brema, con il proposito di concludere la carriera in maglia bianco-verde.
Il 16 febbraio 2019 con il gol realizzato al 96' all'Hertha Berlino, a 40 anni e 136 giorni, ha superato Miroslav Votava che nel 1996 segnò a 40 anni e 121 giorni, diventando quindi il marcatore più anziano della Bundesliga.
Il 18 maggio 2019 decide di rinnovare per un ulteriore anno il suo contratto con il Werder Brema.

### Nazionale

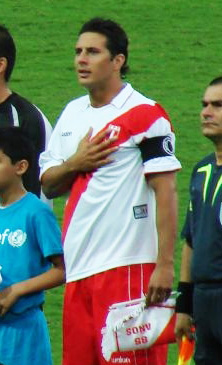
Pizarro con la fascia di capitano del Perù

Con la nazionale peruviana, di cui era capitano, ha disputato 85 partite segnando 20 gol.
Segnò la sua prima rete in una partita amichevole vinta per 2-1 contro l'Ecuador.
Ha poi segnato nella Copa América del 2004, in un pareggio per 2-2 con la Bolivia (anche se dovette ritirarsi anzitempo dalla competizione per un infortunio), e in quella del 2007, con una doppietta sempre alla Bolivia in un pareggio per 2-2.
Viene convocato dal ct Ricardo Gareca nella lista dei 23 giocatori per prendere parte alla Copa América 2015 (la terza in carriera), segnando nell'incontro tra Perù e Venezuela decretando la vittoria per 1-0 per la squadra peruviana.

## Statistiche

### Presenze e reti nei club
Tra club e nazionale maggiore, Pizarro ha giocato globalmente 873 partite segnando 340 reti, alla media di 0,39 gol a partita.
Statistiche aggiornate al termine della carriera.
| Stagione                  | Squadra                   | Campionato                | Campionato | Campionato | Coppe nazionali | Coppe nazionali | Coppe nazionali | Coppe continentali | Coppe continentali | Coppe continentali | Altre coppe | Altre coppe | Altre coppe | Totale | Totale |
| Stagione                  | Squadra                   | Comp                      | Pres       | Reti       | Comp            | Pres            | Reti            | Comp               | Pres               | Reti               | Comp        | Pres        | Reti        | Pres   | Reti   |
| ------------------------- | ------------------------- | ------------------------- | ---------- | ---------- | --------------- | --------------- | --------------- | ------------------ | ------------------ | ------------------ | ----------- | ----------- | ----------- | ------ | ------ |
| 1996                      | Deportivo Pesquero        | CD                        | 16         | 3          | -               | -               | -               |                    | -                  | -                  | -           | -           | -           | 16     | 3      |
| 1997                      | Deportivo Pesquero        | CD                        | 25         | 8          | -               | -               | -               | -                  | -                  | -                  | -           | -           | -           | 25     | 8      |
| Totale Deportivo Pesquero | Totale Deportivo Pesquero | Totale Deportivo Pesquero | 41         | 11         |                 | 0               | 0               |                    | -                  | -                  |             | -           | -           | 41     | 11     |
| 1998                      | Alianza Lima              | CD                        | 22         | 7          | -               | -               | -               | CL+CM              | 7+1+               | 0+2+               | -           | -           | -           | 30+    | 9+     |
| 1999                      | Alianza Lima              | CD                        | 22         | 19         | -               | -               | -               | -                  | -                  | -                  | -           | -           | -           | 22     | 19     |
| Totale Alianza Lima       | Totale Alianza Lima       | Totale Alianza Lima       | 44         | 26         |                 | 0               | 0               |                    | 8                  | 2                  |             | -           | -           | 52     | 28     |
| 1999-2000                 | Werder Brema              | BL                        | 25         | 10         | CG              | 5               | 2               | CU                 | 9                  | 3                  | -           | -           | -           | 39     | 15     |
| 2000-2001                 | Werder Brema              | BL                        | 31         | 19         | CG              | 1               | 0               | CU                 | 5                  | 4                  | -           | -           | -           | 37     | 23     |
| 2001-2002                 | Bayern Monaco             | BL                        | 30         | 15         | CG              | 4               | 0               | UCL                | 14                 | 4                  | SU+CInt     | 1+1         | 0           | 50     | 19     |
| 2002-2003                 | Bayern Monaco             | BL                        | 31         | 15         | CG              | 6               | 2               | UCL                | 7                  | 2                  | CdL         | 1           | 0           | 45     | 19     |
| 2003-2004                 | Bayern Monaco             | BL                        | 31         | 11         | CG              | 4               | 1               | UCL                | 7                  | 0                  | CdL         | 1           | 0           | 43     | 12     |
| 2004-2005                 | Bayern Monaco             | BL                        | 23         | 11         | CG              | 5               | 6               | UCL                | 7                  | 4                  | CdL         | 0           | 0           | 35     | 21     |
| 2005-2006                 | Bayern Monaco             | BL                        | 26         | 11         | CG              | 5               | 5               | UCL                | 6                  | 1                  | CdL         | 1           | 0           | 38     | 17     |
| 2006-2007                 | Bayern Monaco             | BL                        | 33         | 8          | CG              | 2               | 0               | UCL                | 10                 | 4                  | CdL         | 0           | 0           | 45     | 12     |
| 2007-2008                 | Chelsea                   | PL                        | 21         | 2          | FACup+CdL       | 4+4             | 0               | UCL                | 2                  | 0                  | CS          | 1           | 0           | 32     | 2      |
| 2008-2009                 | Werder Brema              | BL                        | 26         | 17         | CG              | 5               | 4               | UCL+CU             | 6+9                | 2+5                | -           | -           | -           | 46     | 28     |
| 2009-2010                 | Werder Brema              | BL                        | 26         | 16         | CG              | 4               | 1               | UEL                | 10                 | 12                 | -           | -           | -           | 40     | 29     |
| 2010-2011                 | Werder Brema              | BL                        | 22         | 9          | CG              | 2               | 2               | UCL                | 5                  | 3                  | -           | -           | -           | 29     | 14     |
| 2011-2012                 | Werder Brema              | BL                        | 29         | 18         | CG              | 0               | 0               | -                  | -                  | -                  |             | -           | -           | 29     | 18     |
| 2012-2013                 | Bayern Monaco             | BL                        | 20         | 6          | CG              | 2               | 3               | UCL                | 6                  | 4                  | SG          | 0           | 0           | 28     | 13     |
| 2013-2014                 | Bayern Monaco             | BL                        | 17         | 10         | CG              | 2               | 1               | UCL                | 5                  | 0                  | SG+SU+Cmc   | 1+0+1       | 0           | 26     | 11     |
| 2014-2015                 | Bayern Monaco             | BL                        | 13         | 0          | CG              | 2               | 1               | UCL                | 2                  | 0                  | SG          | 0           | 0           | 17     | 1      |
| Totale Bayern Monaco      | Totale Bayern Monaco      | Totale Bayern Monaco      | 224        | 87         |                 | 32              | 19              |                    | 64                 | 19                 |             | 7           | 0           | 327    | 125    |
| 2015-2016                 | Werder Brema              | BL                        | 28         | 14         | CG              | 4               | 2               | -                  | -                  | -                  | -           | -           | -           | 32     | 16     |
| 2016-2017                 | Werder Brema              | BL                        | 19         | 1          | CG              | 0               | 0               | -                  | -                  | -                  | -           | -           | -           | 19     | 1      |
| 2017-2018                 | Colonia                   | BL                        | 16         | 1          | CG              | 0               | 0               | -                  | -                  | -                  | -           | -           | -           | 16     | 1      |
| 2018-2019                 | Werder Brema              | BL                        | 26         | 5          | CG              | 4               | 2               | -                  | -                  | -                  | -           | -           | -           | 30     | 7      |
| 2019-2020                 | Werder Brema              | BL                        | 18+0       | 0+0        | CG              | 1               | 2               | -                  | -                  | -                  | -           | -           | -           | 19     | 2      |
| Totale Werder Brema       | Totale Werder Brema       | Totale Werder Brema       | 250        | 109        |                 | 26              | 15              |                    | 44                 | 29                 |             | -           | -           | 320    | 153    |
| Totale in carriera        | Totale in carriera        | Totale in carriera        | 596        | 236        |                 | 66              | 34              |                    | 118                | 50                 |             | 8           | 0           | 788    | 320    |

### Cronologia presenze e reti in nazionale
| Cronologia completa delle presenze e delle reti in nazionale ― Perù | Cronologia completa delle presenze e delle reti in nazionale ― Perù | Cronologia completa delle presenze e delle reti in nazionale ― Perù | Cronologia completa delle presenze e delle reti in nazionale ― Perù | Cronologia completa delle presenze e delle reti in nazionale ― Perù | Cronologia completa delle presenze e delle reti in nazionale ― Perù | Cronologia completa delle presenze e delle reti in nazionale ― Perù | Cronologia completa delle presenze e delle reti in nazionale ― Perù |
| Data                                                                | Città                                                               | In casa                                                             | Risultato                                                           | Ospiti                                                              | Competizione                                                        | Reti                                                                | Note                                                                |
| ------------------------------------------------------------------- | ------------------------------------------------------------------- | ------------------------------------------------------------------- | ------------------------------------------------------------------- | ------------------------------------------------------------------- | ------------------------------------------------------------------- | ------------------------------------------------------------------- | ------------------------------------------------------------------- |
| 10-2-1999                                                           | Lima                                                                | Perù                                                                | 1 – 2                                                               | Ecuador                                                             | Amichevole                                                          | -                                                                   |                                                                     |
| 17-2-1999                                                           | Guayaquil                                                           | Ecuador                                                             | 1 – 2                                                               | Perù                                                                | Amichevole                                                          | 1                                                                   | Ammonizione                                                         |
| 30-5-1999                                                           | Kyoto                                                               | Belgio                                                              | 1 – 1                                                               | Perù                                                                | Amichevole                                                          | -                                                                   | 60’                                                                 |
| 6-6-1999                                                            | Yokohama                                                            | Giappone                                                            | 0 – 0                                                               | Perù                                                                | Amichevole                                                          | -                                                                   | 59’                                                                 |
| 17-6-1999                                                           | Manizales                                                           | Colombia                                                            | 3 – 3                                                               | Perù                                                                | Amichevole                                                          | 1                                                                   | 87’                                                                 |
| 20-6-1999                                                           | Valencia                                                            | Venezuela                                                           | 3 – 0                                                               | Perù                                                                | Amichevole                                                          | -                                                                   | 65’                                                                 |
| 10-2-1999                                                           | Lima                                                                | Perù                                                                | 3 – 0                                                               | Venezuela                                                           | Amichevole                                                          | 1                                                                   | 46’                                                                 |
| 29-6-1999                                                           | Asunción                                                            | Perù                                                                | 3 – 2                                                               | Giappone                                                            | Coppa America 1999 - 1º turno                                       | -                                                                   |                                                                     |
| 2-7-1999                                                            | Asunción                                                            | Perù                                                                | 1 – 0                                                               | Bolivia                                                             | Coppa America 1999 - 1º turno                                       | -                                                                   | 57’                                                                 |
| 5-7-1999                                                            | Pedro Juan Caballero                                                | Paraguay                                                            | 1 – 0                                                               | Perù                                                                | Coppa America 1999 - 1º turno                                       | -                                                                   |                                                                     |
| 10-7-1999                                                           | Asunción                                                            | Messico                                                             | 3 – 3 dts (4 – 2 dtr)                                               | Perù                                                                | Coppa America 1999 - Quarti di finale                               | -                                                                   | 79’                                                                 |
| 29-3-2000                                                           | Lima                                                                | Perù                                                                | 2 – 0                                                               | Paraguay                                                            | Qual. Mondiali 2002                                                 | -                                                                   | 70’ 80’                                                             |
| 26-4-2000                                                           | Santiago del Cile                                                   | Cile                                                                | 1 – 1                                                               | Perù                                                                | Qual. Mondiali 2002                                                 | -                                                                   | 44’                                                                 |
| 29-6-2000                                                           | Quito                                                               | Ecuador                                                             | 2 – 1                                                               | Perù                                                                | Qual. Mondiali 2002                                                 | -                                                                   |                                                                     |
| 19-7-2000                                                           | Lima                                                                | Perù                                                                | 0 – 1                                                               | Colombia                                                            | Qual. Mondiali 2002                                                 | -                                                                   |                                                                     |
| 26-7-2000                                                           | Montevideo                                                          | Uruguay                                                             | 0 – 0                                                               | Perù                                                                | Qual. Mondiali 2002                                                 | -                                                                   |                                                                     |
| 16-8-2000                                                           | Lima                                                                | Perù                                                                | 1 – 0                                                               | Venezuela                                                           | Qual. Mondiali 2002                                                 | -                                                                   |                                                                     |
| 3-9-2000                                                            | Lima                                                                | Perù                                                                | 1 – 2                                                               | Argentina                                                           | Qual. Mondiali 2002                                                 | -                                                                   |                                                                     |
| 8-10-2000                                                           | La Paz                                                              | Bolivia                                                             | 1 – 0                                                               | Perù                                                                | Qual. Mondiali 2002                                                 | -                                                                   | 57’                                                                 |
| 27-3-2001                                                           | Lima                                                                | Perù                                                                | 3 – 1                                                               | Cile                                                                | Qual. Mondiali 2002                                                 | 1                                                                   |                                                                     |
| 25-4-2001                                                           | San Paolo                                                           | Brasile                                                             | 1 – 1                                                               | Perù                                                                | Qual. Mondiali 2002                                                 | -                                                                   | 46’                                                                 |
| 2-6-2001                                                            | Lima                                                                | Perù                                                                | 1 – 2                                                               | Ecuador                                                             | Qual. Mondiali 2002                                                 | 1                                                                   |                                                                     |
| 16-8-2001                                                           | Bogotà                                                              | Colombia                                                            | 0 – 1                                                               | Perù                                                                | Qual. Mondiali 2002                                                 | -                                                                   | 82’                                                                 |
| 4-9-2001                                                            | Lima                                                                | Perù                                                                | 0 – 2                                                               | Uruguay                                                             | Qual. Mondiali 2002                                                 | -                                                                   | 46’                                                                 |
| 8-11-2001                                                           | Buenos Aires                                                        | Argentina                                                           | 2 – 0                                                               | Perù                                                                | Qual. Mondiali 2002                                                 | -                                                                   |                                                                     |
| 29-3-2003                                                           | Santiago del Cile                                                   | Cile                                                                | 2 – 0                                                               | Perù                                                                | Amichevole                                                          | -                                                                   |                                                                     |
| 2-4-2003                                                            | Lima                                                                | Perù                                                                | 3 – 0                                                               | Cile                                                                | Amichevole                                                          | 2                                                                   |                                                                     |
| 29-4-2003                                                           | Lima                                                                | Perù                                                                | 0 – 1                                                               | Paraguay                                                            | Amichevole                                                          | -                                                                   |                                                                     |
| 20-8-2003                                                           | East Rutherford                                                     | Perù                                                                | 3 – 1                                                               | Messico                                                             | Amichevole                                                          | 1                                                                   | 69’                                                                 |
| 6-9-2003                                                            | Lima                                                                | Perù                                                                | 4 – 1                                                               | Paraguay                                                            | Qual. Mondiali 2006                                                 | -                                                                   | 73’                                                                 |
| 9-9-2003                                                            | Santiago del Cile                                                   | Cile                                                                | 2 – 1                                                               | Perù                                                                | Qual. Mondiali 2006                                                 | -                                                                   |                                                                     |
| 16-11-2003                                                          | Lima                                                                | Perù                                                                | 1 – 1                                                               | Brasile                                                             | Qual. Mondiali 2006                                                 | -                                                                   |                                                                     |
| 19-11-2003                                                          | Quito                                                               | Ecuador                                                             | 0 – 0                                                               | Perù                                                                | Qual. Mondiali 2006                                                 | -                                                                   |                                                                     |
| 18-2-2004                                                           | Barcellona                                                          | Spagna                                                              | 2 – 1                                                               | Perù                                                                | Amichevole                                                          | -                                                                   | 67’                                                                 |
| 31-3-2004                                                           | Lima                                                                | Perù                                                                | 0 – 2                                                               | Colombia                                                            | Qual. Mondiali 2006                                                 | -                                                                   |                                                                     |
| 1-6-2004                                                            | Montevideo                                                          | Uruguay                                                             | 1 – 3                                                               | Perù                                                                | Qual. Mondiali 2006                                                 | 1                                                                   | 46’                                                                 |
| 7-7-2004                                                            | Lima                                                                | Perù                                                                | 2 – 2                                                               | Bolivia                                                             | Coppa America 2004 - 1º turno                                       | 1                                                                   |                                                                     |
| 10-7-2004                                                           | Lima                                                                | Perù                                                                | 3 – 1                                                               | Venezuela                                                           | Coppa America 2004 - 1º turno                                       | -                                                                   | 82’, 87’                                                            |
| 17-11-2004                                                          | Lima                                                                | Perù                                                                | 2 – 1                                                               | Cile                                                                | Qual. Mondiali 2006                                                 | -                                                                   | 71’                                                                 |
| 27-3-2005                                                           | Goiânia                                                             | Brasile                                                             | 1 – 0                                                               | Perù                                                                | Qual. Mondiali 2006                                                 | -                                                                   |                                                                     |
| 30-3-2005                                                           | Lima                                                                | Perù                                                                | 2 – 2                                                               | Ecuador                                                             | Qual. Mondiali 2006                                                 | -                                                                   |                                                                     |
| 4-6-2005                                                            | Barranquilla                                                        | Colombia                                                            | 5 – 0                                                               | Perù                                                                | Qual. Mondiali 2006                                                 | -                                                                   |                                                                     |
| 7-6-2005                                                            | Lima                                                                | Perù                                                                | 0 – 0                                                               | Uruguay                                                             | Qual. Mondiali 2006                                                 | -                                                                   | Ammonizione                                                         |
| 6-9-2006                                                            | East Rutherford                                                     | Ecuador                                                             | 1 – 1                                                               | Perù                                                                | Amichevole                                                          | -                                                                   | Ammonizione                                                         |
| 7-10-2006                                                           | Viña del Mar                                                        | Cile                                                                | 3 – 2                                                               | Perù                                                                | Amichevole                                                          | 1                                                                   | 63’                                                                 |
| 26-6-2007                                                           | Mérida                                                              | Uruguay                                                             | 0 – 3                                                               | Perù                                                                | Coppa America 2007 - 1º turno                                       | -                                                                   | 55’ 77’                                                             |
| 30-6-2007                                                           | San Cristóbal                                                       | Venezuela                                                           | 2 – 0                                                               | Perù                                                                | Coppa America 2007 - 1º turno                                       | -                                                                   | 67’                                                                 |
| 3-7-2007                                                            | Mérida                                                              | Perù                                                                | 2 – 2                                                               | Bolivia                                                             | Coppa America 2007 - 1º turno                                       | 2                                                                   |                                                                     |
| 8-7-2007                                                            | Barquisimeto                                                        | Argentina                                                           | 4 – 0                                                               | Perù                                                                | Coppa America 2007 - Quarti di finale                               | -                                                                   |                                                                     |
| 8-9-2007                                                            | Lima                                                                | Perù                                                                | 2 – 2                                                               | Colombia                                                            | Amichevole                                                          | -                                                                   |                                                                     |
| 12-9-2007                                                           | Lima                                                                | Perù                                                                | 2 – 0                                                               | Bolivia                                                             | Amichevole                                                          | -                                                                   | 82’                                                                 |
| 13-10-2007                                                          | Lima                                                                | Perù                                                                | 0 – 0                                                               | Paraguay                                                            | Qual. Mondiali 2010                                                 | -                                                                   |                                                                     |
| 17-10-2007                                                          | Santiago del Cile                                                   | Cile                                                                | 2 – 0                                                               | Perù                                                                | Qual. Mondiali 2010                                                 | -                                                                   |                                                                     |
| 18-11-2007                                                          | Lima                                                                | Perù                                                                | 1 – 1                                                               | Brasile                                                             | Qual. Mondiali 2010                                                 | -                                                                   |                                                                     |
| 21-11-2007                                                          | Quito                                                               | Ecuador                                                             | 5 – 1                                                               | Perù                                                                | Qual. Mondiali 2010                                                 | -                                                                   | 59’                                                                 |
| 29-3-2011                                                           | L'Aia                                                               | Ecuador                                                             | 0 – 0                                                               | Perù                                                                | Amichevole                                                          | -                                                                   |                                                                     |
| 2-9-2011                                                            | Lima                                                                | Perù                                                                | 2 – 2                                                               | Bolivia                                                             | Amichevole                                                          | 1                                                                   |                                                                     |
| 5-9-2011                                                            | La Paz                                                              | Bolivia                                                             | 0 – 0                                                               | Perù                                                                | Amichevole                                                          | -                                                                   | 90’                                                                 |
| 7-10-2011                                                           | Lima                                                                | Perù                                                                | 2 – 0                                                               | Paraguay                                                            | Qual. Mondiali 2014                                                 | -                                                                   |                                                                     |
| 11-10-2011                                                          | Santiago del Cile                                                   | Cile                                                                | 4 – 2                                                               | Perù                                                                | Qual. Mondiali 2014                                                 | 1                                                                   |                                                                     |
| 15-11-2011                                                          | Quito                                                               | Ecuador                                                             | 2 – 0                                                               | Perù                                                                | Qual. Mondiali 2014                                                 | -                                                                   | 63’                                                                 |
| 29-2-2012                                                           | Tunisi                                                              | Perù                                                                | 1 – 1                                                               | Tunisia                                                             | Amichevole                                                          | 1                                                                   |                                                                     |
| 23-5-2012                                                           | Lima                                                                | Perù                                                                | 1 – 0                                                               | Nigeria                                                             | Amichevole                                                          | -                                                                   | 62’                                                                 |
| 7-9-2012                                                            | Lima                                                                | Perù                                                                | 2 – 1                                                               | Venezuela                                                           | Qual. Mondiali 2014                                                 | -                                                                   | 42’                                                                 |
| 11-9-2012                                                           | Lima                                                                | Perù                                                                | 1 – 1                                                               | Argentina                                                           | Qual. Mondiali 2014                                                 | -                                                                   | 40’                                                                 |
| 16-10-2012                                                          | Asunción                                                            | Paraguay                                                            | 1 – 0                                                               | Perù                                                                | Qual. Mondiali 2014                                                 | -                                                                   |                                                                     |
| 6-2-2013                                                            | Couva                                                               | Trinidad e Tobago                                                   | 0 – 2                                                               | Perù                                                                | Amichevole                                                          | 1                                                                   | 58’                                                                 |
| 22-3-2013                                                           | Lima                                                                | Perù                                                                | 1 – 0                                                               | Cile                                                                | Qual. Mondiali 2014                                                 | -                                                                   | 73’                                                                 |
| 7-6-2013                                                            | Lima                                                                | Perù                                                                | 1 – 0                                                               | Ecuador                                                             | Qual. Mondiali 2014                                                 | 1                                                                   | 90+2’                                                               |
| 11-6-2013                                                           | Barranquilla                                                        | Colombia                                                            | 2 – 0                                                               | Perù                                                                | Qual. Mondiali 2014                                                 | -                                                                   |                                                                     |
| 14-8-2013                                                           | Suwon                                                               | Corea del Sud                                                       | 0 – 0                                                               | Perù                                                                | Amichevole                                                          | -                                                                   |                                                                     |
| 6-9-2013                                                            | Lima                                                                | Perù                                                                | 1 – 2                                                               | Uruguay                                                             | Qual. Mondiali 2014                                                 | -                                                                   |                                                                     |
| 10-9-2013                                                           | Puerto La Cruz                                                      | Venezuela                                                           | 3 – 2                                                               | Perù                                                                | Qual. Mondiali 2014                                                 | -                                                                   | 64’                                                                 |
| 11-10-2013                                                          | Buenos Aires                                                        | Argentina                                                           | 3 – 1                                                               | Perù                                                                | Qual. Mondiali 2014                                                 | 1                                                                   |                                                                     |
| 15-10-2013                                                          | Lima                                                                | Perù                                                                | 1 – 1                                                               | Bolivia                                                             | Qual. Mondiali 2014                                                 | -                                                                   |                                                                     |
| 14-10-2014                                                          | Lima                                                                | Perù                                                                | 1 – 0                                                               | Guatemala                                                           | Amichevole                                                          | -                                                                   |                                                                     |
| 3-6-2015                                                            | Lima                                                                | Perù                                                                | 1 – 1                                                               | Messico                                                             | Amichevole                                                          | -                                                                   | 74’                                                                 |
| 18-6-2015                                                           | Valparaíso                                                          | Perù                                                                | 1 – 0                                                               | Venezuela                                                           | Coppa America 2015 - 1º turno                                       | 1                                                                   | 69’ 89’                                                             |
| 21-6-2015                                                           | Temuco                                                              | Colombia                                                            | 0 – 0                                                               | Perù                                                                | Coppa America 2015 - 1º turno                                       | -                                                                   | 56’                                                                 |
| 25-6-2015                                                           | Temuco                                                              | Bolivia                                                             | 1 – 3                                                               | Perù                                                                | Coppa America 2015 - Quarti di finale                               | -                                                                   | 66’                                                                 |
| 29-6-2015                                                           | Santiago del Cile                                                   | Cile                                                                | 2 – 1                                                               | Perù                                                                | Coppa America 2015 - Semifinale                                     | -                                                                   | 73’                                                                 |
| 8-10-2015                                                           | Barranquilla                                                        | Colombia                                                            | 2 – 0                                                               | Perù                                                                | Qual. Mondiali 2018                                                 | -                                                                   | 73’                                                                 |
| 13-11-2015                                                          | Lima                                                                | Perù                                                                | 1 – 0                                                               | Paraguay                                                            | Qual. Mondiali 2018                                                 | -                                                                   | 84’                                                                 |
| 24-3-2016                                                           | Lima                                                                | Perù                                                                | 2 – 2                                                               | Venezuela                                                           | Qual. Mondiali 2018                                                 | -                                                                   | 50’ 60’                                                             |
| 29-3-2016                                                           | Montevideo                                                          | Uruguay                                                             | 1 – 0                                                               | Perù                                                                | Qual. Mondiali 2018                                                 | -                                                                   | 49’                                                                 |
| Totale                                                              |                                                                     | Presenze                                                            | 85                                                                  |                                                                     | Reti (5º posto)                                                     | 20                                                                  |                                                                     |

## Palmarès

### Club

#### Competizioni nazionali
- Campionato tedesco: 6

Bayern Monaco: 2002-2003, 2004-2005, 2005-2006, 2012-2013, 2013-2014, 2014-2015
- Coppa di Germania: 6

Bayern Monaco: 2002-2003, 2004-2005, 2005-2006, 2012-2013, 2013-2014
Werder Brema: 2008-2009
- Coppa di Lega tedesca: 2

Bayern Monaco: 2004, 2007
- Supercoppa di Germania: 1

Bayern Monaco: 2012

#### Competizioni internazionali
- Coppa Intercontinentale: 1

Bayern Monaco: 2001
- UEFA Champions League: 1

Bayern Monaco: 2012-2013
- Supercoppa UEFA: 1

Bayern Monaco: 2013
- Coppa del mondo per club: 1

Bayern Monaco: 2013

### Individuale
- Miglior calciatore sudamericano in Europa: 1

2005
- Capocannoniere della Coppa di Germania: 2

2004-2005, 2005-2006
- Capocannoniere della UEFA Europa League: 1

2009-2010